# Петрозаводский бригадный район ПВО
Петрозаводский бригадный район ПВО — воинское соединение вооружённых сил СССР во время Великой Отечественной войны.

## История
Бригадный район сформирован 14.02.1941 года на основании Приказа Народного Комиссара обороны Союза СССР № 0015.
Прикрывал Петрозаводск и северо-восточные подступы к Ленинграду, входил в состав Северной зоны ПВО.
В составе действующей армии с 22.06.1941 по 24.11.1941 года.
28.06.1941 года на участке района зафикисирован первый пролёт пяти бомбардировщиков Ю-88, которые провели бомбардировку шлюзов Беломорско-Балтийского канала, два самолёта были сбиты. С этого времени части района ведут активные бои.
02.07.1941 года объявлена первая воздушная тревога в Петрозаводске, 54-й отдельный зенитный артиллерийский дивизион производит обстрел самолётов.
31.07.1941 части района вступают в бои в том числе на Карельском перешейке, обеспечивая воздушное прикрытие войск 23-й армии
С 10.11.1941 года район приступил к реорганизации, 24.11.1941 года расформирован.
Часть подразделений района, такие как 32-й отдельный зенитный артиллерийский дивизион, 54-й отдельный зенитный артиллерийский дивизион поступили в РККА, остальные остались в ПВО страны (на базе района, в том числе, был сформирован Мурманский дивизионный район ПВО) или были расформированы.

## Состав
- на 22.06.1941 года: 
  - 15-й отдельный зенитный артиллерийский дивизион
  - 21-й отдельный зенитный артиллерийский дивизион
  - 32-й отдельный зенитный артиллерийский дивизион
  - 54-й отдельный зенитный артиллерийский дивизион
  - 7-й пулемётный батальон
  - 6-й батальон ВНОС
- на 01.10.1941 года: 
  - 15-й отдельный зенитный артиллерийский дивизион - на Беломорско-Балтийском канале
  - 21-й отдельный зенитный артиллерийский дивизион - на Беломорско-Балтийском канале
  - 446-й отдельный зенитный артиллерийский дивизион
  - 261-й отдельный зенитный артиллерийский дивизион
  - 32-й отдельный зенитный артиллерийский дивизион
  - 54-й отдельный зенитный артиллерийский дивизион
  - 7-й зенитный артиллерийский батальон - на станции Надвоицы
  - 6-й батальон ВНОС
  - 30-й батальон ВНОС

## Укомплектованность
На 01.10.1941 года: личного состава - 4430 человек, зенитных орудий калибра 76 мм - 52, счетверенных зенитных пулеметных установок - 18, прожекторов - 12, прожекторных станций - 7, автомашин - 153, тракторов - 43, спецмашин - 39.

## Подчинение
| Дата       | Фронт (округ)                      | Армия     | Примечания |
| ---------- | ---------------------------------- | --------- | ---------- |
| 22.06.1941 | Северный фронт (Северная зона ПВО) | -         | -          |
| 01.07.1941 | Северный фронт (Северная зона ПВО) | 7-я армия | -          |
| 10.07.1941 | Северный фронт (Северная зона ПВО) | 7-я армия | -          |
| 01.08.1941 | Северный фронт (Северная зона ПВО) | 7-я армия | -          |
| 01.09.1941 | Карельский фронт                   | 7-я армия | -          |
| 01.10.1941 | Карельский фронт                   | -         | -          |
| 01.11.1941 | Карельский фронт                   | -         | -          |
| 01.12.1941 | Карельский фронт                   | -         | -          |